# Samuel-Beckett-Klasse
Die Samuel-Beckett-Klasse ist Klasse von vier Hochsee-Patrouillenbooten der irischen Marine.

## Geschichte
Die Schiffe wurden von Vard Marine Inc. (ehemals STX Marine) entworfen und weisen Gemeinsamkeiten mit einem früheren Entwurf, der Róisín-Klasse, auf, die seit 1999 im Dienst der irischen Marine steht.
Das erste neue Schiff, Samuel Beckett, wurde am 17. Mai 2014 in Betrieb genommen. Die Kosten für die ersten drei Schiffe, einschließlich der Hauptbewaffnung, beliefen sich auf 213 Millionen Euro.
Im Juni 2016 bestellte die irische Regierung ein viertes Schiff, im Wert von 67 Millionen Euro. Es wurde als letztes von vier Booten am 30. April 2019 in Dienst gestellt.
Alle vier Schiffe wurden nach irischen Schriftstellern benannt: Samuel Beckett, James Joyce, William Butler Yeats und George Bernard Shaw. Das für die irische Marine verwendete Namenspräfix LÉ steht für Long Éireannach („Irisches Schiff“).

## Einheiten
| Kennung | Name                 | Bauwerft               | Kiellegung        | Stapellauf        | Indienststellung  | Bemerkungen                 |
| ------- | -------------------- | ---------------------- | ----------------- | ----------------- | ----------------- | --------------------------- |
| P61     | Samuel Beckett       | Appledore Shipbuilders | 19. Mai 2012      | 3. November 2013  | 17. Mai 2014      | Aktiv                       |
| P62     | James Joyce          | Appledore Shipbuilders | 5. November 2013  | 23. November 2014 | 1. September 2015 | Aktiv                       |
| P63     | William Butler Yeats | Appledore Shipbuilders | 26. November 2014 | 10. März 2016     | 17. Oktober 2016  | Aktiv                       |
| P64     | George Bernard Shaw  | Appledore Shipbuilders | 28. Februar 2017  | 2. März 2018      | 30. April 2019    | In Reserve seit August 2023 |